# Anne Valentina Berthelsen
Pour les articles homonymes, voir Berthelsen.
Anne Valentina Berthelsen, née le 16 septembre 1994 à Hørsholm (Danemark), est une femme politique danoise, membre du Parti populaire socialiste.

## Biographie
Anne Valentina Berthelsen suit de 2014 à 2015 des études de commerce international et de politique à l'école de commerce de Copenhague, puis des études de sciences politiques à l'université de Copenhague de 2015 à 2017, et enfin de politique et d'administration à l'université de Roskilde de 2017 à 2019. Pendant ses études, elle occupe différents emplois de serveuse et de professeure de danse, ainsi que de consultante pour le mouvement de jeunesse du Parti populaire socialiste.
Elle est engagée au sein du Parti populaire socialiste et y occupe à partir de 2013 différentes responsabilités, d'abord au sein du mouvement de jeunesse, puis du parti national. Elle est élue députée au Folketing sous les couleurs du parti lors des élections législatives de 2019. Après le scrutin, elle devient la porte-parole de son groupe parlementaire sur les questions de défense, un poste qu'elle occupe pendant tout le mandat. Durant la législature, elle occupe également à différents moments des rôles de porte-parole sur plusieurs questions, telles que l'agriculture, les transports, la citoyenneté ou les affaires européennes.
Elle est réélue pour un second mandat à l'occasion des élections législatives anticipées de novembre 2022. Après le scrutin, elle est reconduite dans ses fonctions de porte-parole pour la défense, et assure également le rôle pour les questions de psychiatrie et d'intégration. En décembre 2024, à l'occasion d'une réorganisation du groupe parlementaire, elle abandonne son rôle en matière de psychiatrie et d'intégration pour devenir porte-parole sur les questions d'énergie et de protection civile, tout en conservant ses fonctions en matière de défense.